# 小行星9572
小行星9572是一颗围绕太阳公转的小行星。1988年9月8日，天文学家亨利·德波鸿诺在拉西拉天文台发现了此天体。
这颗小行星的绝对星等为144.2727622631334等。